# Enrico La Stella
Enrico La Stella (Solbiate Arno, 1926 – 1999) è stato uno scrittore e giornalista italiano.

## Biografia
Trasferitosi nel 1945 a Milano, fu capo dell'ufficio propaganda di Selezione dal Reader's Digest e collaboratore di testate quali "Epoca", "La Fiera Letteraria", "Il Mondo". Dopo l'esordio letterario con L' amore giovane, che gli fruttò il Premio Bagutta opera prima del 1957, pubblicò numerosi romanzi e raccolte di poesie.

## Opere principali
- L'amore giovane, Milano, Mondadori, 1956; riedito insieme ad altri racconti col titolo La vecchia delle erbe (Milano, Garzanti, 1977)
- Il silenzio e fuori, Milano, : Sugar, 1958
- È tardi, Mattia, Milano, Rizzoli, 1960
- La paura, prefazione di Alfonso Gatto, Milano, All'insegna del pesce d'oro, 1964
- La dolce morosa, Milano, Garzanti, 1976
- Giulio 3, Milano, Garzanti, 1978
- Tesi d'amore, Milano, All'insegna del pesce d'oro, 1978